# 穆列塔 (加利福尼亚州)
穆列塔（英語：Murrieta），是美国加利福尼亚州里弗赛德县下属的一座城市。建市于1991年7月1日，面积大约为33.58平方英里（87平方公里）。根据2010年美国人口普查，该市有人口103,466人。於2000年到2012年，穆列塔市人口迅速增加，於十年間人口成長了二點三倍（230%）。穆列塔市位於I15與I215公路之間，是屬於地理位置且投資環境相當良好的城市。